# تپه ده‌خیر
تپه ده خیر مربوط به دوران پیش از تاریخ ایران باستان است و در شهرستان شاهرود، روستای دولت‌آباد واقع شده و این اثر در تاریخ ۲۵ اردیبهشت ۱۳۸۰ با شمارهٔ ثبت ۳۸۵۵ به‌عنوان یکی از آثار ملی ایران به ثبت رسیده است.